# Vadim Paireli
Vadim Paireli (Tiraspol, 8 novembre 1995) è un calciatore moldavo, attaccante dell'Ūlytau.

## Palmarès

### Club

#### Competizioni nazionali
- Supercoppa di Moldavia: 2

Sheriff Tiraspol: 2013, 2015
- Campionato moldavo: 2

Sheriff Tiraspol: 2013-2014, 2015-2016
- Coppa di Moldavia: 1

Sheriff Tiraspol: 2014-2015